# No Time To Chill
No Time To Chill er Scooters femte studiealbum. udgivet i 1998. Der blev udgivet tre singler fra albummet, numrene How Much Is The Fish?, I Was Made For Lovin' You og Call Me Mañana.

## Spor
1. Last Warning (0:56)
2. How Much Is The Fish (3:46)
3. We Are The Greatest (5:08)
4. Call Me Mañana (3:55)
5. Don't Stop (3:41)
6. I Was Made For Lovin' You (3:34)
7. Frequent Traveller (3:37)
8. Eyes Without A Face (3:19)
9. Hands Up! (4:07)
10. Everything's Borrowed (5:15)
11. Expecting More From Ratty (4:11)
12. Time And Space (4:49)

## Chart positioner
| Titel              | Chart-Positioner | Chart-Positioner | Chart-Positioner | Chart-Positioner | Chart-Positioner | Chart-Positioner | Chart-Positioner | Chart-Positioner | Chart-Positioner | Chart-Positioner | Chart-Positioner |
| Titel              | Tyskland         | Tjekkiet         | Ungarn           | Finland          | Polen            | Letland          | Slovenien        | Sverige          | Schweiz          | Østrig           | Norge            |
| ------------------ | ---------------- | ---------------- | ---------------- | ---------------- | ---------------- | ---------------- | ---------------- | ---------------- | ---------------- | ---------------- | ---------------- |
| "No Time To Chill" | 4                | Guld             | Guld             | Guld             | Guld             | Guld             | Guld             | 16               | 20               | 27               | 28               |